# Cedric Ball
Cedric Glenn Ball (Worcester, 16 aprile 1968) è un ex cestista statunitense, professionista nella NBA e in Francia.